# 피부 질환
피부 질환(皮膚疾患, 영어: cutaneous condition) 또는 피부병(皮膚病)은 피부계통에 영향을 미치는 병으로서, 종류가 다양하다. 여기서 피부계통은 인체의 전 표면을 포함한 기관계로, 피부, 털, 손발톱, 관련된 근육과 분비선을 포함한다.

## 역사
1572년 이탈리아의 제롤라모 메르쿨리알리가 De morbis cutaneis(피부의 병에 대하여)를 완성하였다.
제1차 세계대전에서는 피부 질환만으로 2백만 일이 넘게 소요된 것으로 짐작된다.

## 진단의 접근
피부와 그 부속물과 점막의 건강 검진은 정확한 피부 질환 진단의 초석이 된다. 질환의 대부분은 어느 정도 다른 성질을 띠는 병소가 있다. 종종 의사는 적절한 검사로 적절한 정보를 얻거나 실험실 시험으로 분석을 확인한다. 검사에 있어서 임상적 관찰에서 중요한 것은 1) 형태, 2) 배열 형태, 3) 병소의 분포 등이다. 피부 관찰에서는, 초기의 병소를 구별하는 것이 가장 중요한데, 이들을 '초감염소'라 한다. 시간이 지나면서, 이들 초감염소들은 계속 진행되거나 퇴행이나 트라우마로 2차 병변을 만들기도 한다.

## 같이 보기
- 욕창